# Resolución 502 del Consejo de Seguridad de las Naciones Unidas
La resolución 502 del Consejo de Seguridad de las Naciones Unidas, aprobada el 3 de abril de 1982, exigió el cese inmediato de las hostilidades a las partes implicadas en el conflicto de las Malvinas, al considerar que existía un quebrantamiento de la paz en la región de este archipiélago. La resolución exigía además la retirada inmediata de todas las fuerzas argentinas de las Islas. Finalmente exhortaba tanto a Argentina como al Reino Unido a que buscasen una solución diplomática al conflicto respetando lo dispuesto por la Carta de las Naciones Unidas.
La resolución 502, aprobada en la 2350.ª sesión del Consejo de Seguridad, contó para salir adelante con los diez votos favorables de Francia, Reino Unido, Estados Unidos, Zaire, Guyana, Irlanda, Jordania, Japón, Togo y Uganda. Se abstuvieron China, la Unión Soviética, España y Polonia. Panamá voto en contra de la resolución.

## Precedentes
La resolución 502 fue aprobada un día después del inicio de las operaciones terrestres argentinas para tomar el control de las islas Malvinas, denominada en código Operación Rosario. Previamente, el 1 de abril de 1982, el Consejo de Seguridad ya se había reunido de urgencia por la escalada en la tensión entre Argentina y el Reino Unido a petición de este último país tras remitir una carta al presidente del Consejo de Seguridad. En dicha carta se exponía:

Siguiendo instrucciones, tengo el honor de señalar a su atención urgentemente la situación en el Atlántico meridional.

El Gobierno del Reino Unido tiene razones fundadas para creer que las fuerzas armadas de la República Argentina están a punto de intentar invadir las Islas Falkland. Dadas las circunstancias, pido a Vuestra Excelencia que convoque inmediatamente una sesión del Consejo de Seguridad.

Firmado: A.D. PASRSONS
Carta de fecha 1º de abril de 1982 dirigida al presidente del Consejo de Seguridad por el representante permanente del Reino Unido de Gran Bretaña e Irlanda del Norte ante las Naciones Unidas.

### Sesión 2345.ª
La sesión 2345.ª convocada de urgencia a petición del Reino Unido comenzó a las 20:35 horas del 1 de abril. Tras la abrir la sesión el presidente rotatorio del Consejo (Gérard Kamanda wa Kamanda, de Zaire), tomó la palabra el representante británico ante las Naciones Unidas, Anthony Parsons. En su intervención abordó la situación en la Atlántico Sur, incluyendo el incidente ocurrido en marzo de 1982 en las islas Georgias del Sur y reafirmando la soberanía de su país sobre las Georgias y las Malvinas, pero dejó claro que la naturaleza urgente de la sesión se debía a las sospechas sobre una intervención militar argentina.

He descrito con cierto detalle este reciente incidente en Georgias del Sur. Pero el propósito de mi Gobierno al convocar esta reunión del Consejo es considerar la amenaza no a Georgias del Sur, sino a las Islas Falkland, (...) Tenemos pruebas de que la Armada argentina está a punto de lanzar una invasión, posiblemente mañana por la mañana. La prensa argentina durante varios días ha dado no sólo una información detallada de los movimientos navales argentinos “dispuestos para operaciones en el Atlántico meridional”, sino también acerca de declaraciones sobre la importancia de estos movimientos por parte del Ministerio de Defensa argentino.
Intervención de Anthony Parsons, representante permanente del Reino Unido en las Naciones Unidas.

Es evidente que prácticamente toda la flota argentina, incluido un portaaviones, destructores, corbetas y submarinos, están ahora en el mar. (...) El 30 de marzo, por lo menos dos aviones de la Fuerza Aérea Argentina sobrevolaron las Islas Falkland sin que se hubiese pedido permiso diplomático, de conformidad con los procedimientos internacionales habituales. Uno de esos sobrevuelos fue realizado de noche y el avión no llevaba luces. Toda esta actividad y las declaraciones de Ministros argentinos que la acompañaron, dieron razón a mi Gobierno para creer que se va a intentar hacer uso de la fuerza para cambiar la administración de las Islas Falkland contra los deseos de sus habitantes.
Intervención de Anthony Parsons, representante permanente del Reino Unido en las Naciones Unidas.

(...) Pedimos al Consejo que inste al Gobierno de la Argentina a ejercer la máxima moderación y a abstenerse del uso o de la amenaza del uso de la fuerza en el Atlántico meridional.
Intervención de Anthony Parsons, representante permanente del Reino Unido en las Naciones Unidas.

A pesar de no ser miembro del Consejo de Seguridad en aquel momento, el representante argentino Eduardo A. Roca fue invitado a tomar parte en la sesión por invitación del presidente del Consejo, de acuerdo con lo dispuesto en el artículo 37 del reglamento provisional del Consejo de Seguridad. Argentina denunció ante el Consejo lo que creía una agresión por parte británica por el incidente ocurrido en las Georgias del Sur (o Isla San Pedro), reclamando a su vez la soberanía argentina de esas islas y denunciando la actitud obstruccionista del Reino Unido para la resolución diplomática del problema histórico en torno a la soberanía de las islas.

El relato de los acontecimientos que terminó de pormenorizar pone en evidencia un hecho incontrastable: la República Argentina ha sido, y sigue siendo, objeto de una agresión continua por parte del Reino Unido que lleva ya casi 150 años de duración. No otra cosa es el mantenimiento de una situación colonial originada en un acto de fuerza, seguida por una ocupación ilegítima -una usurpación- sin que la Potencia metropolitana haya manifestado voluntad alguna de ponerle fin (...)
Intervención de Eduardo Roca, representante permanente de Argentina en las Naciones Unidas.

Esta agresión se ha materializado nuevamente en los recientes sucesos que motivan la reunión del Consejo de Seguridad, mediante un virtual uso de la fuerza contra los nacionales argentinos que se encuentran en la isla San Pedro -en territorio argentino injustamente usurpado- (...) esta amenaza grave e inminente del uso de la fuerza, que significa la presencia y la acción de naves de guerra británicas en aguas argentinas y contra
nacionales argentinos, da derecho al ejercicio de la legítima defensa.
Intervención de Eduardo Roca, representante permanente de Argentina en las Naciones Unidas.

La Argentina se verá obligada a emplear los recursos defensivos apropiados para la protección de su territorio y de sus nacionales (...)
Intervención de Eduardo Roca, representante permanente de Argentina en las Naciones Unidas.

Rechazo con vehemencia la pretensión de poner a mi país en el banquillo de los acusados, cuando en realidad lo que debiera ser objeto de juicio, si se quiere hacer justicia y preservar la paz, es la propia conducta del acusador (...)
Intervención de Eduardo Roca, representante permanente de Argentina en las Naciones Unidas.

Teniendo en cuenta las declaraciones de los representantes de Argentina y Reino Unido, así como las entrevistas individuales mantenidas antes de la sesión, el presidente del Consejo de Seguridad emitió un comunicado expresando su preocupación y llamando a la moderación de las partes implicadas.

(...) El Consejo de Seguridad, consciente de la responsabilidad primordial que en virtud de la Carta de las Naciones Unidas tiene por el mantenimiento de la paz y la seguridad internacionales, expresa su preocupación por la tirantez que impera en la región de las Islas Malvinas (Islas Falkland). Por lo tanto, el Consejo de Seguridad insta a los Gobiernos de la Argentina y del Reino Unido a que ejerzan la máxima moderación en esta oportunidad y, en particular, a que se abstengan del uso o la amenaza de la fuerza en la región y a que prosigan la búsqueda de una solución diplomática.
Declaración del Presidente del Consejo de Seguridad.

Antes de finalizar la sesión el representante británico hizo uso del derecho de réplica para afirmar que su país no tenía intención alguna de agredir a Argentina, interpelando al representante argentino a que siguiera la recomendación que el presidente del Consejo de Seguridad acababa de hacer.

### Sesión 2346.ª
El 2 de abril, a las 11:45 horas, dio comienzo la 2346.ª sesión del Consejo de Seguridad. Se celebró a petición expresa del representante británico, después de alertar al presidente del Consejo que las Islas Malvinas estaban siendo invadidas por fuerzas argentinas.
El gobierno británico condenó lo que a su juicio era una agresión argentina, que violaba la Carta de las Naciones Unidas y el derecho internacional, quebrantado además la voluntad de los habitantes de las Malvinas e ignorando las recomendaciones del Secretario General y el presidente del Consejo de Seguridad.

Dejé en claro ayer ante el Consejo [2345.ª sesión] que mi Gobierno no pidió a la ligera que se convocara de inmediato al Consejo. Nuestros peores temores, los que nos llevaron a que se convocara al Consejo, acaban de materializarse. El Gobierno de la Argentina ha hecho caso omiso de los dos llamamientos, el del Secretario General y el realizado anoche por usted, Señor Presidente, en nombre de la totalidad del Consejo, a la moderación y a evitar la amenaza o la utilización de la fuerza.
Intervención de Anthony Parsons, representante permanente del Reino Unido en las Naciones Unidas.

El representante británico leyó a continuación un proyecto de resolución (documento S/14947) redactado por su delegación, que el día 3 sería votado y aprobado bajo el título de resolución 502.
Posteriormente el representante argentino, de nuevo invitado a la sesión por el presidente del Consejo, acusando al Reino Unido de evadir la cuestión de la soberanía de las islas y la decisión del gobierno argentino de no aceptar los hechos formulados por el representante británico durante esta sesión y la anterior, emprendiendo para ello la "recuperación" de las islas en disputa en el Atlántico meridional.

Lo que debo informar al Consejo es que en el día de hoy el Gobierno argentino ha declarado la recuperación para su soberanía nacional de los territorios de las Islas Malvinas, Georgias del Sur y Sandwich del Sur, en un acto que responde a una justa reivindicación argentina y también en respuesta de legítima defensa ante los recientes hechos de agresión provocados por el Reino Unido.
Intervención de Eduardo Roca, representante permanente de Argentina en las Naciones Unidas.

La sesión se levantó a las 12:05 horas sin decisión, dado que existían otros asuntos a tratar por el Consejo de Seguridad.

### Sesión 2349.ª
El 2 de abril de 1982, a las 21:15 horas, dio comienzo la 2349.ª sesión del Consejo de Seguridad. Además del representante de Argentina, invitado por el presidente del Consejo como en anteriores sesiones, se invitó a participar a los representantes de Canadá, Australia y Nueva Zelanda tras petición propia.